# オーヴィッツ一家
オーヴィッツ一家（Ovitz family）とは、そのほとんどが小人症であるユダヤ人家族のこと。アウシュヴィッツを生き残った。

## 起源
もともとオーヴィッツ一家はルーマニアのマラマロス地方に暮らしていた、シムソン・エジク・オーヴィッツ（1868年 - 1923年）を祖としている。バドチェン（衒学的なコメディアン）であり、ラビでもあった彼は2人の妻との間にあわせて10人の子をもった。妻たちは平均程度の身長だったが、その子供のうち7人は小人症（偽性軟骨形成不全症）であった。
2人目の妻であるバティアが一家のまとめ役となった。

## リリパット座
子供たちはリリパット座に安住の地を見出した。1930年代から40年代にかけて、歌ったり、小さな楽器を演奏したりしてルーマニアやハンガリー、チェコスロバキアをまわった。背の高い親戚たちがその後押しをした。オーヴィッツたちはユダヤ語、ハンガリー語、ルーマニア語、ロシア語、ドイツ語で歌った。巡業していないときには、彼らの配偶者たちとともに一つの家で暮らした。
第二次世界大戦が始まるころ家族は12人になっていた。ハンガリーがトランシルヴァニア北部を獲得した1940年9月、ユダヤ人をエンターテイメントの舞台から締め出す法案が成立した。一家は伝統的ユダヤ人 (observant Jews) だったが、そのことを省略した書類を手に入れて、1944年まで興行を続けた。同年5月、一家そろってアウシュヴィッツ強制収容所に収容された。小人症ではない兄弟の一人が巡視を逃れたが、後に逮捕され、処刑された。

## アウシュヴィッツ
収容所でオーヴィッツ一家は、後に「死の天使」と恐れられるドイツ人医師ヨーゼフ・メンゲレの関心をひいた。遺伝形質の実験のための珍品を蒐集していた彼は、他の囚人たちと区別して一家を実験材料に加えた。メンゲレが興味を持ったのは、一家には小人症とそうでない人間がいるということだった。他にも11人が一家の親戚であるとされ、メンゲレはその全員を自分の「人間動物園」に移した。
メンゲレは双子などの実験材料よりもはるかに得がたいこの小人症の家族の命を救うために、彼はオーヴィッツ一家のために特別な住環境を用意し、そこで観察した。人体実験のためには健康を保たねばならないので、衛生には特に気をつかい、食事もよいものにしている。家族には自分たちの衣服を持つことさえ許可し、背の高い人間には小人症の家族を実験施設に運ぶよう命令した。
オーヴィッツ一家は、他の囚人と同様にいくつもの検査を受けた。遺伝子疾患の特徴を発見するため、メンゲレ付きの内科医が骨髄を引き抜き、歯や髪の毛を抜きとった。耳には冷水や湯を注がれ、薬品を点眼されて目は見えなくなった。婦人科医は結婚した女性を調べた。
生後18ヶ月のシンション・オーヴィッツは最も苦しい体験をしたといえる。彼は背の高い両親に生まれ、しかも未熟児だった。メンゲレは耳の裏と指の血管から血を抜いた。オーヴィッツ一家のように目をつけられた2人の新たな小人症の人間は、煮殺された。彼らの骨は博物館に展示されている。
あるとき収容所を訪れた高官たちの前で、メンゲレはオーヴィッツ一家の服を脱がせ、その裸を見物させた。彼はまたヒトラーの娯楽になるようにと一家の映像記録を残している。命を惜しむ一家は、メンゲレが命じるたびに一口話を披露し、ドイツ語で歌をうたった。
メンゲレの実験終了後に殺されるはずだったが、1945年1月にアウシュヴィッツが解放され、赤軍によって難民キャンプへと案内された。

## その後
オーヴィッツ一家は7ヶ月かけて故郷の村へ徒歩で移動した。家が略奪にあっているのを知り、はじめシゲトゥへ、のちにベルギーへと移った。
1949年3月、イスラエルに移民し、巡業を再開した。うまく成功し、大きなホールを満員にすることもあった。55年には映画館を購入し、興行を引退した。
オーヴィッツ一家の子孫たちはもっと背が高いが、女性たちは骨盤が小さすぎるために妊娠することはなかった。最初の小人症児、ロジカ・オーヴィッツは98歳でこの世を去った。家族で最後の1人、ペルラ・オーヴィッツは2001年に亡くなっている。